# Aspidogyne
Aspidogyne är ett släkte av orkidéer. Aspidogyne ingår i familjen orkidéer.

## Dottertaxa tillAspidogyne, i alfabetisk ordning[1]
- Aspidogyne argentea
- Aspidogyne bidentifera
- Aspidogyne boliviensis
- Aspidogyne brachyrrhyncha
- Aspidogyne bruxelii
- Aspidogyne carauchana
- Aspidogyne chocoensis
- Aspidogyne commelinoides
- Aspidogyne confusa
- Aspidogyne costaricensis
- Aspidogyne cruciformis
- Aspidogyne decora
- Aspidogyne fimbrillaris
- Aspidogyne foliosa
- Aspidogyne gigantea
- Aspidogyne goaltalensis
- Aspidogyne grandis
- Aspidogyne grayumii
- Aspidogyne harlingii
- Aspidogyne herzogii
- Aspidogyne hylibates
- Aspidogyne hyphaematica
- Aspidogyne kuczynskii
- Aspidogyne lindleyana
- Aspidogyne longibracteata
- Aspidogyne longicornu
- Aspidogyne malmei
- Aspidogyne mendoncae
- Aspidogyne metallescens
- Aspidogyne misera
- Aspidogyne mosaica
- Aspidogyne mystacina
- Aspidogyne popayanensis
- Aspidogyne pumila
- Aspidogyne rariflora
- Aspidogyne repens
- Aspidogyne robusta
- Aspidogyne roseoalba
- Aspidogyne rotundifolia
- Aspidogyne steyermarkii
- Aspidogyne stictophylla
- Aspidogyne sumacoensis
- Aspidogyne tuerckheimii
- Aspidogyne utriculata
- Aspidogyne vesiculosa
- Aspidogyne zonata